# Comuna Filipești, Bacău
Filipești (în trecut, Galbeni) este o comună în județul Bacău, Moldova, România, formată din satele Boanța, Cârligi, Cornești, Cotu Grosului, Filipești (reședința), Galbeni, Hârlești și Onișcani.

## Așezare
Comuna Filipești este situată în extremitatea nordică a județului, la limita cu județul Neamț. Este traversată de șoseaua națională DN2, care leagă Bacăul de Roman. Între Filipești și Onișcani, acest drum se intersectează cu șoseaua județeană DJ159, care o leagă spre vest în județul Neamț de Bahna și înapoi în județul Bacău de Racova (unde se termină în DN15); și spre est tot în județul Neamț de Icușești și înapoi în județul Bacău de Dămienești și mai departe tot în județul Neamț de Valea Ursului și Oniceni și mai departe în județul Vaslui de Băcești (unde se termină în DN15D).

## Demografie
Componența etnică a comunei Filipești
     Români (83,56%)
     Alte etnii (0,35%)
     Necunoscută (16,09%)
Componența confesională a comunei Filipești
     Ortodocși (83,32%)
     Alte religii (0,4%)
     Necunoscută (16,28%)
Conform recensământului efectuat în 2021, populația comunei Filipești se ridică la 4.275 de locuitori, în scădere față de recensământul anterior din 2011, când fuseseră înregistrați 4.346 de locuitori. Majoritatea locuitorilor sunt români (83,56%), iar pentru 16,09% nu se cunoaște apartenența etnică. Din punct de vedere confesional, majoritatea locuitorilor sunt ortodocși (83,32%), iar pentru 16,28% nu se cunoaște apartenența confesională.

## Politică și administrație
Comuna Filipești este administrată de un primar și un consiliu local compus din 13 consilieri. Primarul, Petrică Lungu[*], de la Partidul Național Liberal, este în funcție din 2016. Începând cu alegerile locale din 2024, consiliul local are următoarea componență pe partide politice:
|  | Partid                    | Consilieri | Componența Consiliului | Componența Consiliului | Componența Consiliului | Componența Consiliului | Componența Consiliului | Componența Consiliului | Componența Consiliului | Componența Consiliului | Componența Consiliului |
|  | ------------------------- | ---------- | ---------------------- | ---------------------- | ---------------------- | ---------------------- | ---------------------- | ---------------------- | ---------------------- | ---------------------- | ---------------------- |
|  | Partidul Național Liberal | 9          |                        |                        |                        |                        |                        |                        |                        |                        |                        |
|  | Partidul Social Democrat  | 3          |                        |                        |                        |                        |                        |                        |                        |                        |                        |
|  | Buchir Costel             | 1          |                        |                        |                        |                        |                        |                        |                        |                        |                        |

## Istorie
La sfârșitul secolului al XIX-lea, comuna purta numele de Galbeni, făcea parte din plasa Siretul de Jos a județului Roman și era formată din satele Buciumenii Precistei, Cotu Grosului, Filipești și Galbeni, având 1028 de locuitori ce trăiau în 248 de case. În comună existau două biserici și o școală primară mixtă cu 52 de elevi (dintre care 11 fete). La acea vreme, pe teritoriul actual al comunei mai funcționau în aceeași plasă și comunele Cârligi și Onișcani. Comuna Cârligi avea în compunere satele Cârligi și Ruptura, cu 1799 de locuitori ce trăiau în 392 de case, două biserici și o școală mixtă cu 13 elevi (dintre care 3 fete). Comuna Onișcani era formată din târgușorul Onișcani și satele Aldești, Boanța, Cornești, Hărlești, Onișcani și Șerbănești, având în total 911 locuitori.
Anuarul Socec consemnează cele trei comune în aceeași plasă, fiind organizate astfel: comuna Galbeni, cu satele Buciumenii-Precistei și Galbeni și cătunele Cotu Grosului și Filipești avea 1540 de locuitori; comuna Cârligi cu satele Cârligi și Ruptura avea 2427 de locuitori; și comuna Onișcani cu satele Boanța, Hârlești și Onișcani-Sat și cătunele Aldești, Cornești, Onișcani-Târg și Șerbănești avea 1000 de locuitori. În 1931, comuna Onișcani a fost desființată, iar satele ei Cornești, Hârlești, Onișcani și Șerbănești au fost incluse în comuna Cârligi. Ulterior, în timp, comuna Galbeni a luat numele de Filipești, după satul care i-a devenit reședință, în timp ce satul Ruptura s-a separat, formând o comună de sine stătătoare.
În 1950, comunele Cârligi și Filipești au fost transferate raionului Roman din regiunea Bacău (raion ce a făcut parte între 1952 și 1956 din regiunea Iași). În 1968, comunele au fost trecute la județul Bacău, iar comuna Cârligi a fost desființată și inclusă în comuna Filipești.

## Monumente istorice
Patru obiective din comuna Filipești sunt incluse în lista monumentelor istorice din județul Bacău ca monumente de interes local. Trei dintre ele sunt situri arheologice: așezarea de „la pod la Bulgari” aflată la 1,5 km est de satul Cârligi datând din secolele al II-lea–al III-lea e.n. (cultura carpică); așezarea de la Rădi (din nord-estul satului Cârligi) datând din secolele al II-lea–al IV-lea; și situl de la Onișcani, aflat la 3 km sud de sat și cuprinzând urmele a trei așezări — una neolitică, alta din perioada Latène (cultura geto-dacică) și o a treia din secolele al VIII-lea–al IX-lea. Un al patrulea obiectiv din comună, clasificat ca monument de arhitectură, este conacul Zarifopol (1850), astăzi devenit școala din satul Cârligi.